# Yoshika
Yoshika (吉賀町?) è una cittadina giapponese della prefettura di Shimane.